# 真琴ひろ
真琴 ひろ（まこと ひろ）は日本の女性声優。主にアダルトゲームに声をあてている。

## 出演
太字は主役・メインキャラクター。

### ドラマCD
- ドラマCD ‘＆’-空の向こうで咲きますように-幻の堀出夏祭り（真堀 束沙）[1]

### ゲーム

#### 2007年
- 僕がサダメ 君には翼を。（ソフィティリア・アーク・フロックハート）[2]

#### 2008年
- るいは智を呼ぶ（才野原恵）[3]

#### 2009年
- 才気煥発才色兼備の君たちへ（熊沢美希）[4]

#### 2010年
- 置き場がない!（牧島天音）[5]
- るいは智を呼ぶ ファンディスク -明日のむこうに視える風-（才野原恵）[6]

#### 2011年
- やや置き場がない!（牧島天音）[7]

#### 2012年
- ‘&’ - 空の向こうで咲きますように -（真堀束沙）[8]

### ネットゲーム

#### 2015年
- ガールズ＆プレジデンツ！[DMM.com]（氷室夏香/ブリジット・レイフィールド）　[9]